# The Dark Pictures: House of Ashes
The Dark Pictures: House of Ashes è un videogioco survival-horror, ed è il terzo capitolo della serie Dark Pictures Anthology, che prevede un totale di quattro titoli. È stato sviluppato da Supermassive Games e pubblicato da Bandai Namco Entertainment per PlayStation 4, PlayStation 5, Xbox One, Xbox Series X/S e Microsoft Windows il 22 ottobre 2021.

## Trama
2231 a.C. Gli Accadi sono assediati su due fronti, dalla fame e dall'epidemia su uno e dalla guerra con i Gutei sull'altro. Ormai impazzito da tempo, il re degli Accadi Naram-Sin si è rifugiato nel grande tempio di Akkad dove giustizia prigionieri gutei come sacrifici per placare gli dei. Quando infine Akkad viene assalita dai Gutei, arriva un'eclisse di sole, grazie alla quale delle creature ignote appaiono massacrando soldati gutei e accadi. Rimangono due superstiti, il generale accadico Balathu e il soldato guteo Kurum, che fuggono nelle catacombe del tempio; i due vengono però attaccati dalle creature, e perdono la vita.
La storia si sposta poi nel 2003, alla fine della Guerra in Iraq. Un team di Forze Speciali viene incaricato di indagare su un misterioso sito, dove sono state rivelate delle possibili armi chimiche. Di questo team fanno parte i due marine Nick Kay e Jason Kolchek e gli agenti della CIA Eric e Rachel King, marito e moglie estraniati (quest'ultima ha una relazione segreta con Nick Kay). Arrivati nel luogo del sito, i soldati americani sono però attaccati da un manipolo di iracheni, guidato dal capitano Dar Basri e dal sergente Salim Othman (quinto personaggio giocabile). Durante la battaglia un terremoto apre alcune voragini nel terreno, che portano entrambe le fazioni all’interno del tempio sumero di inizio gioco, infestato da terrificanti creature. Dopo aver scoperto che il tempio era anche stato visitato da alcuni archeologi inglesi nel 1947, che non fecero più ritorno, inizia quindi la lotta per la sopravvivenza dei nostri protagonisti.
Verso la fine, i sopravvissuti scoprono l'origine delle creature: millenni prima un'astronave contenente migliaia di creature aliene appartenenti ad una civiltà evoluta si era schiantata sulla Terra, proprio nel luogo dove venne costruito il tempio. Sulla nave si era però anche annidato un parassita, che infettò tutti gli alieni presenti trasformandoli in creature mostruose e assetate di sangue; il parassita riportò in vita come vampiro anche Balathu o Kurum, in base a chi è morto per ultimo nel prologo. I sopravvissuti riescono a far esplodere il nido di creature e ritornare in superficie, ma al loro ritorno avviene un'altra eclissi solare, che permette alle creature di attaccarli. Indifferentemente dalle scelte fatte e dall'esito della battaglia finale, l'esercito statunitense arriva nella zona, portando in salvo e interrogando i personaggi rimasti, mettendo in chiaro che il mondo non verrà mai sapere quello che è successo.

## Personaggi
Protagonisti giocabili
- Rachel King: agente operativo della CIA, possiede un carattere autoritario e schietto. Interpretata da Ashley Tisdale, doppiata da Martina Tamburello.
- Salim Othman: tenente dell'esercito iracheno, ha un carattere tenace e coraggioso. Interpretato da Nick E. Tarabay, doppiato da Claudio Moneta.
- Jason Kolchek: 1° tenente ricognitore del corpo dei Marines, è molto sicuro di sè ma anche intollerante. Interpretato da Paul Zinno, doppiato da Marco Benedetti.
- Nick Kay: sergente ricognitore del corpo dei Marines, ha un carattere difensivo e anche molto romantico. Interpretato da Moe Jeudy-Lamour, doppiato da Francesco Rizzi.
- Eric King: tenente colonnello dell'U.S. Air Force e marito di Rachel, ha un carattere razionale ma anche insicuro. Interpretato da Alex Gravenstein, doppiato da Alessandro Zurla.

Personaggi secondari
- Il Curatore: è il personaggio narratore ricorrente nella serie, interpretato da Pip Torrens, doppiato da Massimiliano Lotti.
- Naram-Sin: nipote di Sargon il Grande, è il re (e autoproclamato dio-re) di Akkad. Lo si vede soltanto nel prologo, ma per tutto il gioco indossa una grande maschera dorata che ricorda il volto del nonno, che gli copre tutta la testa e il volto lasciandogli soltanto gli occhi marroni. In un documento di Aline Journeau, Naram-Sin era inizialmente un uomo pio e penitente che pregava gli dei per sette anni in cerca di risposte: rimasto a mani vuote, si ribellò a loro, vandalizzando il tempio di Enlil per vendetta e odio. Nel gioco, il suo regno è assediato dalla carestia, dall'epidemia e dalla guerra con i Gutei, e Naram-Sin, ormai caduto da tempo nella follia, ha costruito un grande tempio per tentare di ottenere il perdono degli dei, ignaro di averlo costruito sui resti di un'antica astronave aliena; nel tempio, egli fa sacrificare ogni prigioniero guteo nel suo tempio per porre fine alla maledizione. Dopo che i Gutei attaccano il tempio e risvegliano le creature, viene ucciso da esse. Il suo corpo viene poi osservato da Balathu e Kurum inorriditi. È doppiato da Sami Karim e in italiano da Claudio Ridolfo.
- Balathu: è un generale accadico che guida l'esercito di Naram-Sin, ma ciononostante lo disprezza giustamente per la follia che ha abbracciato. Quando i vampiri attaccano Akkad e il grande tempio di Naram-Sin, vede che Kurum (il prigioniero guteo che intendeva sacrificare) è riuscito a fuggire e si trova obbligato a collaborare con lui per tentare di fuggire, ma i due moriranno per mano delle creature. Dopo gli eventi del prologo, sarà uno dei due personaggi che diventerà un vampiro chiamato l'Antico, uno degli antagonisti primari del gioco nel presente. È doppiato da Zaydun Khalaf e in italiano da Marco Balzarotti.
- Kurum: è un prigioniero guteo, destinato a essere sacrificato come tutti gli altri dagli accadi. Fuggito dalla sua cella, si aggira per il tempio per trovare (e forse uccidere) Naram-Sin, salvo poi trovare lui e le sue guardie morti. Collaborerà poi con il generale Balathu (che all'inizio del prologo intendeva sacrificarlo) per tentare di fuggire, ma verrà poi ucciso dalla maledizione di un vampiro. Dopo gli eventi del prologo, sarà uno dei due personaggi che diventerà un vampiro chiamato l'Antico, uno degli antagonisti primari del gioco nel presente. È doppiato da Waleed Hammad e in italiano da Luca Ghignone.
- Clarice: è un'aiutante dei protagonisti, e lavora come tecnico. Aiuterà i protagonisti facendoli accedere alla rete, in modo che si tengano sempre aggiornati. Dopo la lo scontro con gli Iracheni, verrà rapita e infettata dalle creature, per poi ricongiungersi con Rachel. Se il gruppo decide di portarla con sé, diventerà un vampiro e ucciderà Dar e Eric (se ancora in vita). Può morire uccisa da Jason o cadere in un dirupo verso la fine del gioco. Interpretata da Clare McConnell e doppiata da Gea Riva.
- Joey: membro della squadra Mailman 2-1. Durante la battaglia con gli Iracheni viene ferito a morte, ma dentro le caverne verrà infettato dai vampiri e si tramuterà in un vampiro anche lui, attaccando i protagonisti, ma muore cadendo da un dirupo. Interpretato da Sammy Azero, doppiato da Jacopo Calatroni.
- Merwin: tecnico membro della squadra Mailman 2-1. Cadendo nelle caverne viene ferito da filo spinato, per poi essere salvato da Jason e Nick. Può morire in vari modi: soffocato accidentalmente da Nick, ucciso dai vampiri o colpito alla testa dal capitano Dar. Interpretato da Alex Mallari Jr, doppiato da Lorenzo Scattorin.
- Dar: capo della pattuglia irachena, non parla inglese, ed è impaziente di difendere il suo paese per la gloria o semplicemente per patriottismo, al punto anche da combattere in prima linea e mettere la propria vita a repentaglio. Si dimostra molto ostile agli americani, ma in seguito combatterà insieme a loro contro i vampiri. A seconda delle scelte fatte, può essere ucciso dai vampiri o da Clarice trasformata, se il gruppo ha deciso di portarla con sé.

Appaiono poi diversi soldati statunitensi e iracheni, che vengono uccisi durante lo scontro a fuoco iniziale o dalle creature a seguito del terremoto.

## Modalità di gioco
Come i suoi due predecessori, House of Ashes è un survival-horror in terza persona in cui il giocatore (o i giocatori) prende il controllo di cinque diversi personaggi. Il gioco mantiene le varie meccaniche del predecessore, ma aggiunge nuove dinamiche: la telecamera cessa di essere fissa e diventa controllabile a 360°. Ogni personaggio possiede anche un'arma da fuoco con una torcia tattica usabile per illuminare zone oscurate. Inoltre, è anche possibile impostare la difficoltà dei quick time event.
Il gioco possiede inoltre una nuova modalità di gioco: oltre al gioco principale, alla Storia condivisa (che permette a due giocatori di giocare in cooperativa online) e Cinema (che permette fino a cinque giocatori di scegliere i propri personaggi e li porta a passarsi il controller ad ogni turno), i giocatori che hanno preordinato il gioco ottengono l'accesso alla Curator's Cut, che permette ai giocatori di vivere la storia dalla prospettiva di un personaggio diverso.

## Edizioni
Il gioco è disponibile anche in formato Triple Pack e Pazuzu Edition.
- Il Triple Pack (non presente per la versione PC) include i primi tre giochi della serie The Dark Anthology, e l'accesso alla Curator's Cut.
- L'edizione per collezionisti Pazuzu, disponibile in esclusiva sul Bandai Namco Entertainment Store, include il gioco originale, la confezione in edizione Pazuzu, una statuetta esclusiva di una creatura in 9x9x10 cm, una spilla in metallo dell'eclissi, una stampa e adesivi esclusivi e l'accesso alla Curator's Cut.

## Sequel
Nel 2022, è uscito il quarto titolo della serie, e ultimo della Stagione 1, The Devil in Me. Tra gli interpreti del gioco troviamo l'attrice irlandese Jessie Buckley.